# Kankamogré-Peulh
Ne doit pas être confondu avec Kankamogré.
Kankamogré-Peulh est une localité située dans le département de Bitou de la province du Boulgou dans la région Centre-Est au Burkina Faso.

## Démographie
| 2003 | 2006  | 2012 |
| ---- | ----- | ---- |
| 960  | 1 517 | -    |

## Santé et éducation
Le centre de soins le plus proche de Kankamogré-Peulh est le centre médical (CM) de Bitou tandis que le centre médical avec antenne chirurgicale (CMA) de la province se trouve à Tenkodogo.
Kankamogré-Peulh ne possède pas d'école primaire, les élèves devant se rendre à Kankamogré. 